# Paulo Charquías

Neveras de la época de Charquías.

Paulo Charquías (también escrito luego Paulo Xarquíes) fue un empresario de origen catalán que comerció con la nieve en el año 1607 en la capital de la Corte de los Austrias, tras una propuesta al rey Felipe III para establecer un mercado de hielo en Madrid. La petición inicial para su explotación durante veinte años, solo se le concedería para siete. Charquías traía las nieves de la sierra de Guadarrama (del sitio conocido entonces como ‘Real de Manzanares’) para la elaboración de refrescos y helados de la época. Para mantener la nieve en condiciones elaboró una red de pozos de nieve a lo largo de la ciudad. La venta de nieve a lo largo del siglo XVII fue debidamente reglamentada. Los pozos se encontraban en lo que luego sería la glorieta de Bilbao. También mandó construir otro pozo en Alcalá de Henares, en los Barrancos (orilla izquierda del río Henares); construcción que se mantuvo, aunque ya sin uso, hasta mediados del siglo XX. Valdemoro fue otra de las poblaciones madrileñas donde la actividad de Charquías estuvo presente. Esta actividad empresarial dio lugar posteriormente a la Casa Arbitrio de la Nieve y el Hielo de Madrid y el Reino, que funcionó entre 1607 y 1863.

## Un homenaje de Quevedo
En 1648, Francisco de Quevedo recordaba al empresario en estos versos:

A la rubia de aventuras,

La que peina bochornos,

De cuyas manos Charquías

Llena de nieve sus pozos.